# Spiral Tunnel

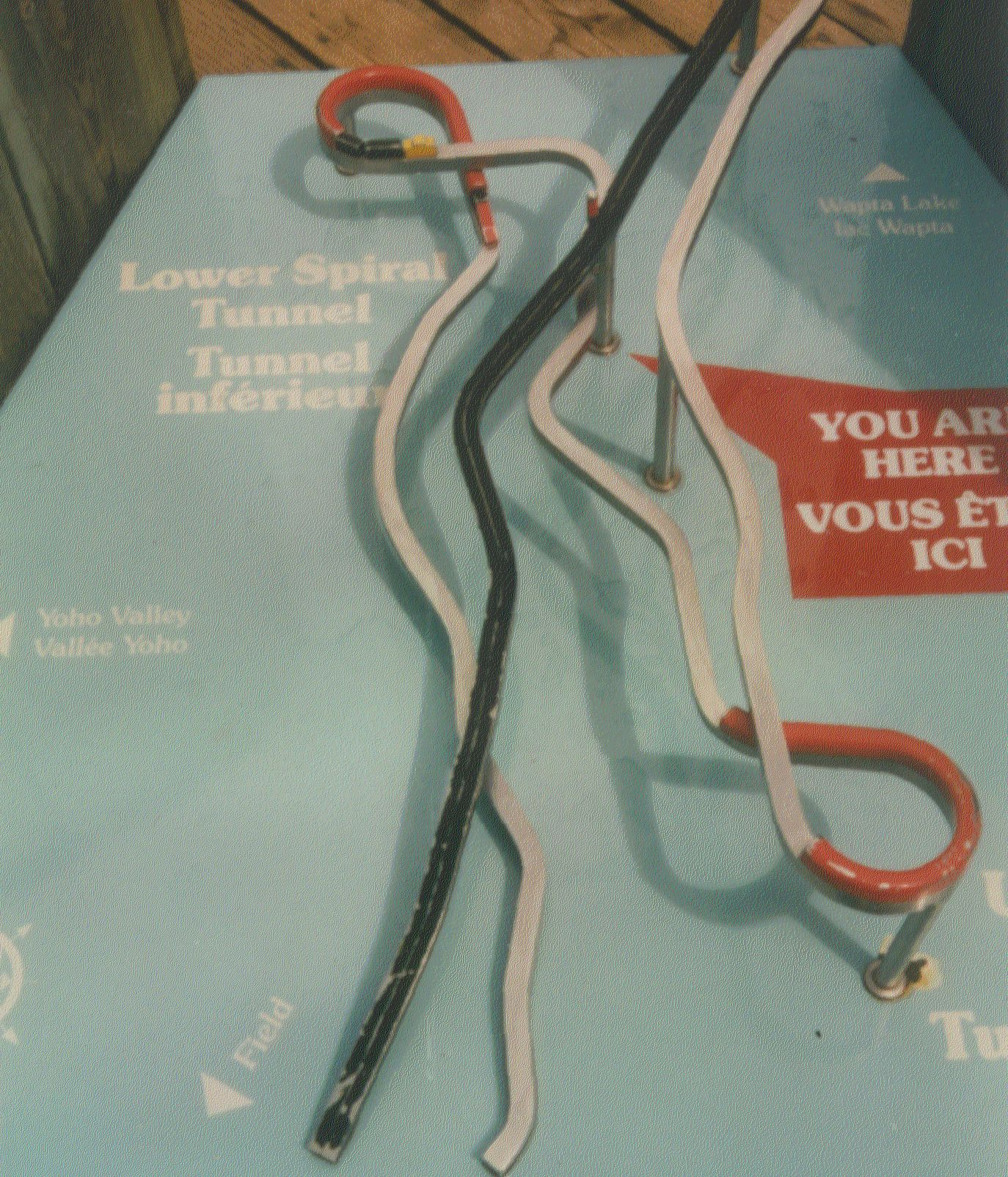
Modell des Big Hills
schwarz: alte Strecke;
grau: neue Strecke mit den Kehrtunneln (rot)

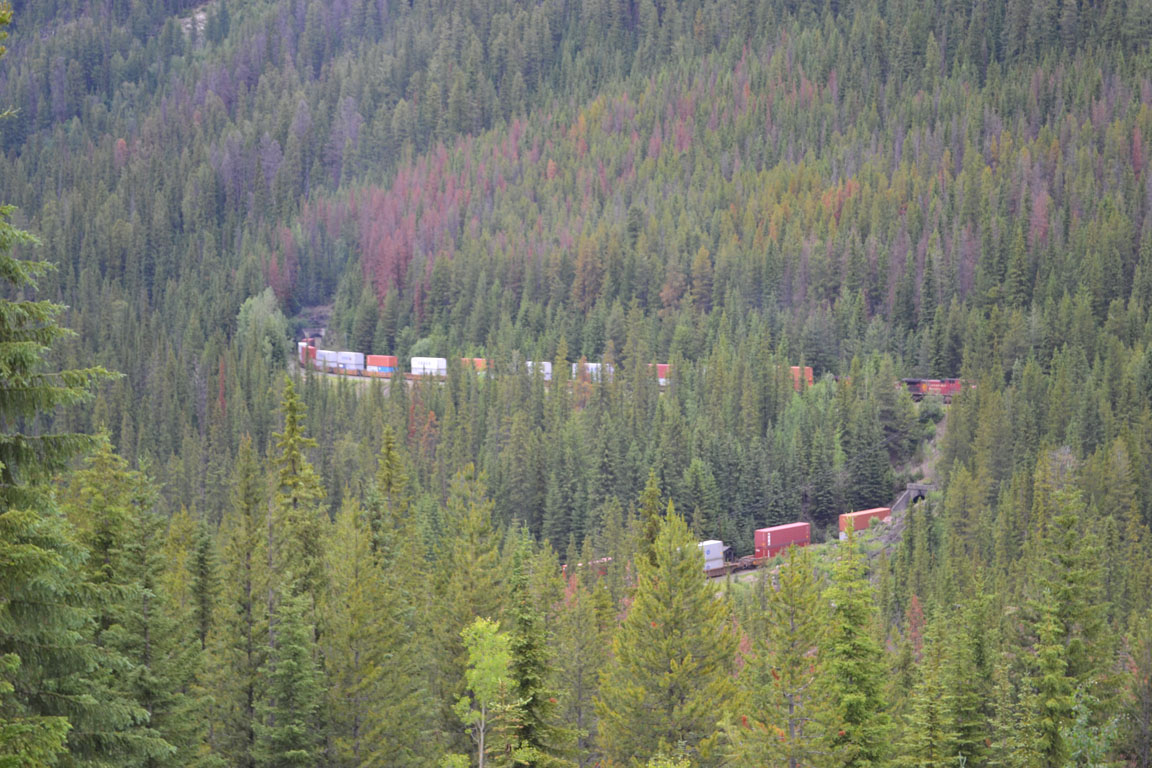
Ein langer Zug verlässt den unteren Spiral-Tunnel in Richtung Banff, während das Zugende noch in den Tunnel einfährt.

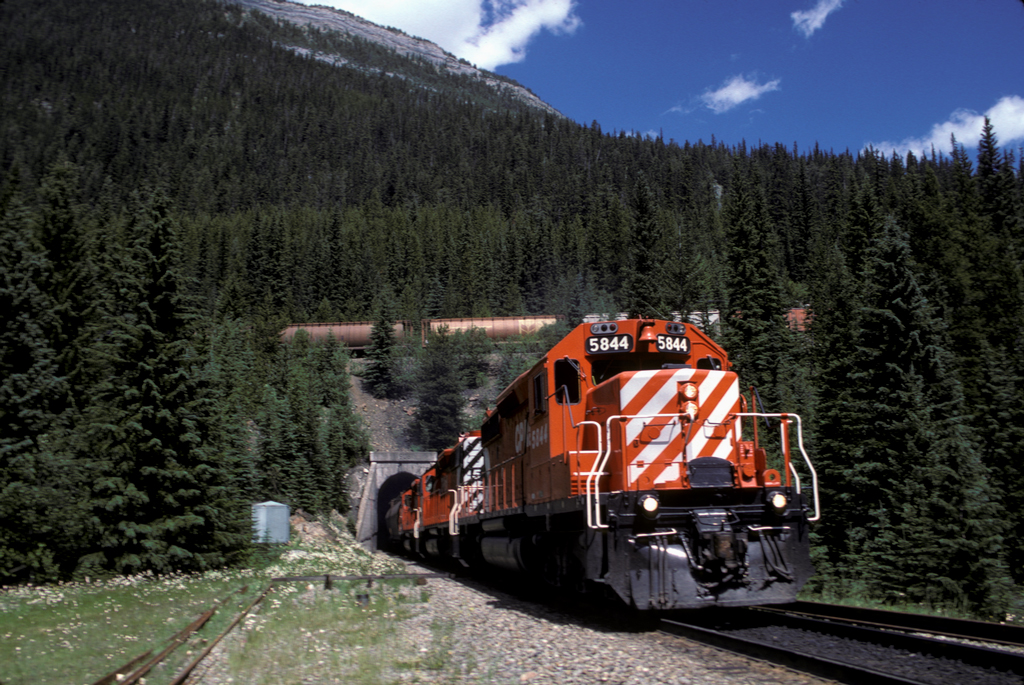
Ein langer Zug verlässt den unteren Spiral-Tunnel talwärts und unterfährt sich dabei selbst.

Als Spiral Tunnel werden zwei Kehrtunnel an der transkontinentalen Eisenbahnstrecke der Canadian Pacific Railway (CPR) in der kanadischen Provinz British Columbia bezeichnet. Sie liegen östlich der Gemeinde Field und westlich des Kicking Horse Pass, der die Wasserscheide in den Rocky Mountains bildet, im Yoho-Nationalpark. CPR-intern wird der Abschnitt, in dem der Tunnel liegt, als Laggan Subdivision bezeichnet.
Als die Tunnel im Jahr 1909 eröffnet wurden, galten sie als technische Meisterleistung und entschärften die bis dahin genutzte Steilstrecke erheblich. Durch die neue Streckenführung verlängerte sich die Strecke und sank das durchschnittliche Gefälle von 45 ‰ auf immer noch überdurchschnittliche 22 ‰.
Auf dieser Strecke und damit durch die Spiral-Tunnel verkehrt auch der Rocky Mountaineer.

## Geschichte

### Bau der Strecke und Errichtung desBig Hill
1884 erreichten die Baumannschaften der CPR den Kicking Horse Pass. Auf den ersten sechs Kilometern westlich des 1627 Meter hohen Passes fällt das Gelände in Richtung Field um 350 Meter ab. Es gab keine Möglichkeit, die Strecke durch den Kicking Horse Canyon oder das Yoho Valley künstlich zu verlängern, um damit das Gefälle zu verringern. Um Zeit und Geld zu sparen, wurden die Gleise in einer möglichst geraden Linie verlegt; dadurch wies die Strecke ein durchschnittliches Gefälle von 45 ‰ auf. Dies war viermal höher als das damals für Eisenbahnstrecken empfohlene Maximalgefälle. Sogar heute sind Eisenbahnstrecken selten steiler als 20 ‰.
Die Eisenbahner nannten diesen riskanten Abschnitt Big Hill. Für den Bergaufverkehr in Richtung Osten standen in Field spezielle Dampflokomotiven, sogenannte Pusher ‚Schieber‘, bereit, um die Antriebskraft zu erhöhen. Die Arbeitsbedingungen waren äußerst hart. Im Winter gab es häufig Blizzards und die Temperaturen fielen oft unter −30 °C oder gar −40 °C. Ständig bestand die Gefahr von Lawinen oder Erdrutschen. Oft standen die Dampflokomotiven wegen Überlastung still oder es lösten sich Wagen von den Zügen, die dann talwärts sausten und entgleisten.

### Errichtung der Kehrtunnel
Anfang des 20. Jahrhunderts wurde es aufgrund des ständig zunehmenden Verkehrs unumgänglich, etwas zur Entschärfung dieses Flaschenhalses zu unternehmen. Die Ingenieure sahen sich wegen der steil aufragenden Felswände mit Platzmangel konfrontiert. Das Problem wurde gelöst, indem nach Schweizer Vorbild eine Doppelschleife mit zwei Kehrtunneln in die beiden Bergflanken gebohrt wurde. Dadurch konnten die Strecke künstlich verlängert und das Gefälle auf ein erträgliches Maß gesenkt werden.
Die westwärts führende Strecke erreicht zunächst den oberen Tunnel oder Tunnel Nr. 1 (51° 25′ 17,3″ N, 116° 25′ 8″ W), wie ihn die Eisenbahner nennen. Dieser ist 992 Meter lang, dreht sich im Cathedral Mountain um 288° und endet 15 Meter tiefer. Die Strecke führt nun nach Nordosten über den Kicking Horse River und erreicht den unteren Tunnel oder Tunnel Nr. 2 (51° 26′ 9,7″ N, 116° 24′ 12,7″ W). In diesem 891 Meter langen Tunnel dreht sich die Strecke im Mount Ogden um 226° und führt dann erneut 15 Meter tiefer wieder in Richtung Westen. Die Strecke führt insgesamt dreimal (auf verschiedenen Höhenlagen) durch das Tal und überquert viermal den Fluss.
Die Tunnel mussten in höchst anspruchsvollem kristallisiertem Kalkstein gebohrt werden. Die Härte und Brüchigkeit des Gesteins änderte sich alle paar Meter, was die Bauarbeiten erheblich erschwerte. Dazu kamen noch Wassereinbrüche, die Höhenlage (um 1500 m ü. M.) und harsches Winterwetter. Dadurch wurden die ohnehin schon harten Arbeitsbedingungen noch weiter verschärft.
Durch den Bau der Kehrtunnel konnte das Maximalgefälle der Strecke deutlich verringert werden. Die Spiralen verlängerten die Strecke um 12,5 Kilometer. Dank dieser Verbesserungen mussten nur noch zwei statt wie bisher vier Lokomotiven eingesetzt werden. Diese konnten darüber hinaus auch noch längere Züge ziehen, was die Betriebskosten erheblich senkte.
Durch den Bau der Kehrtunnel erhöhte sich die Sicherheit auf diesem Streckenabschnitt, vollständig unfallfrei ist die Strecke jedoch immer noch nicht zu befahren. Zuletzt verunglückte am 4. Februar 2019 ein westwärts nach Vancouver fahrender Zug. Auf dem Abschnitt zwischen dem oberen und dem unteren Spiraltunnel entgleisten zwei der drei Lokomotiven des Zuges sowie 99 der 112 Wagen. Das aus drei Personen bestehende Zugpersonal wurde bei dem Unfall getötet.